# Buster Brown (Bluesmusiker)
Buster Brown (* 15. August 1911 in Cordele, Georgia; † 31. Januar 1976 in New York) war ein US-amerikanischer Blues- und R&B-Sänger und Mundharmonikaspieler, dessen Mundharmonikaspiel sich an den Stil von Sonny Terry anlehnt. Am bekanntesten ist sein Hit „Fannie Mae“.

## Karriere
In den 1930er und 1940er Jahren spielte er in lokalen Klubs und machte einige nichtkommerzielle Aufnahmen; so wurde sein Auftritt beim Folkfestival im Fort Valley State Teachers College für das Folkmusic Archiv der Library of Congress aufgenommen. 1956 übersiedelte er nach New York, wo er von Bobby Robinson, dem Chef von Fire Records entdeckt wurde.
1959, mit beinahe 50 Jahren, nahm er „Fannie Mae“ auf, eine Nummer, die ihn auf # 38 der US Top 40 und # 1 der R&B-Charts brachte. Die Nachfolgesingle, ein Cover von Louis Jordans „Is You Is or Is You Ain't My Baby“ kam nicht in die R&B-Charts, das gelang ihm erst wieder mit „Sugar Babe“ (# 19). Eine darauffolgende Aufnahme von „Crawlin' Kingsnake“ für Checker Records in Chicago erreichte aber nicht mehr die Charts.
Buster Brown ist auch der Co-Autor von „Doctor Brown“, eines Songs, der 1968 von Fleetwood Mac auf ihrem Album Mr.Wonderful gecovert wurde.

## Diskografie

### Alben
- 1961 The New King of the Blues - Collectables Records
- 1962 Get Down with Buster Brown - Souflec
- 1974 Something to Say - Mushroom Records
- 1976 Raise a Ruckus Tonight - Relic Record Productions
- 1990 The New King of the Blues - Collectables Records
- 1994 Raise a Ruckus Tonight - Relic
- 1996 Good News - Charly Records
- 2000 The Very Best of Buster Brown - Collectables Records
- 2005 Something to Say Aztec Music[1][5]
- 2015 I’m Going But I'll Be Back 1959-1962 – Jasmine Records

### Singles
| Jahr | Titel Album                       | Höchstplatzierung, Gesamtwochen, AuszeichnungChartplatzierungen (Jahr, Titel, Album, Platzierungen, Wochen, Auszeichnungen, Anmerkungen) | Höchstplatzierung, Gesamtwochen, AuszeichnungChartplatzierungen (Jahr, Titel, Album, Platzierungen, Wochen, Auszeichnungen, Anmerkungen) | Anmerkungen |
| Jahr | Titel Album                       | US | R&B | Anmerkungen |
| ---- | --------------------------------- | --- | --- | ----------- |
| 1960 | Fannie Mae                        | US38 (17 Wo.)US | R&B1 (25 Wo.)R&B |             |
| 1960 | Is You Is Or Is You Ain’t My Baby | US81 (3 Wo.)US | — |             |
| 1960 | Sugar Babe                        | US99 (2 Wo.)US | R&B19 (3 Wo.)R&B |             |

### Coverversionen von „Fannie Mae“
Booker T. & the M.G.’s (1960er), The Righteous Brothers (1964), Southside Johnny & the Asbury Jukes (1976), The Holmes Brothers (1996), Max Merritt & the Meteors (1997), Robert Charles (1999), Jaco Pastorius (2001), Mel Brown & the Homewreckers (2001), Big Time Sarah (2001), Coco Montoya (2010)